# 조겸
조겸(趙謙, ? ~ ?)은 전한 전기의 제후로, 고제의 아들 회남여왕의 외삼촌이다.

## 행적
외척으로서 주양후(周陽侯)에 봉해졌으나, 죄를 지어 작위가 박탈되었다.
아들 주양유는 무제 때 잔혹한 관리로 악명을 떨쳤다.

## 출전
- 반고, 《한서》 권18상 외척은택후표 上

| 선대 (첫 봉건) | 전한의 주양후 기원전 179년 4월 신미일 ~ 기원전 175년 | 후임 (봉국 폐지) |